# الديمقراطية المسيحية (حزب سياسي إيطالي)
الديمقراطية المسيحية كان أهم حزب مسيحي ديمقراطي بين الفترة الممتدة من عام 1945 إلى عام 1993 في إيطاليا. تأسس عام 1943 كخلف ايديولوجي لحزب الشعب الإيطالي والذي امتلك نفس الشعار وهو درع يحمل صليباً.

## معرض صور

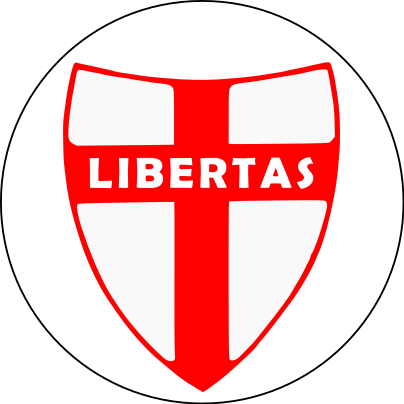
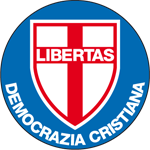